# Giacobbe Svetoslav
Giacobbe Svetoslav (in bulgaro Яков Светослав?, Jakov Svetoslav (tra 1210 e 1220 – tra 1275 e 1277) fu un importante nobile (bolyarin) del XIII secolo di origine rus' che fu despota di Vidin dal 1261 e fino alla sua morte.
Quando ricevette tale titolo, Giacobbe Svetoslav esercitò il suo dominio in maniera ampiamente autonoma in una porzione del Secondo Impero bulgaro, probabilmente nei dintorni di Sofia oltre che a Vidin. Poiché bramava una maggiore indipendenza e sognava il titolo stesso di imperatore di Bulgaria, rinnegò per due volte il sovrano bulgaro e si alleò con l'Ungheria, salvo poi compiere altrettante volte il percorso inverso. Gli ungheresi lo riconobbero come loro vassallo, sovrano di Vidin (Bdin nel Medioevo) e come legittimo sovrano della Bulgaria.

## Biografia

### Despota bulgaro
Le origini di Giacobbe Svetoslav non sono chiare, malgrado si sa che era un lontano discendente di nobili slavi orientali. Lo storico Plamen Pavlov ha sostenuto che Giacobbe Svetoslav fosse un discendente dei principi (knjaz) della Rus' di Kiev e stima la sua data di nascita tra il 1210 e il 1220. Poco prima del 1260, Giacobbe Svetoslav era già un nobile influente. Egli sposò una figlia di Teodoro II Lascaris, nata dal matrimonio di quest'ultimo con la figlia dello zar Ivan Asen II, Elena Asenina. Nel 1261 ottenne il titolo di despota, un'onorificenza di alto rango nella gerarchia bulgara. Il titolo gli fu conferito probabilmente dal sovrano della Bulgaria piuttosto che da un imperatore bizantino, forse Costantino Tih. Giacobbe Svetoslav aveva una posizione di spicco alla corte bulgara e promise fedeltà a Costantino. In segno di riconoscenza, lo zar lo nominò signore di una regione situata, con grande verosimiglianza, a sud della regione di Vidin, nella parte occidentale dell'Impero bulgaro. Le fonti bizantine indicano che i suoi possedimenti si trovavano «nei pressi degli Haemus», quindi vicino a Sofia. Per questo motivo, egli esercitava il suo potere tra i possedimenti ungheresi a nord e la Macedonia a sud.
Nel 1261 comandò le forze bulgare in una guerra contro l'Ungheria nei pressi di Severin (nella Valacchia occidentale) e nel 1262 forse combatté contro l'Impero bizantino, dato che l'anno successivo un esercito romeo invase le sue terre durante una campagna contro i bulgari. Giacobbe richiese la stesura di una copia del Nomocanon che fu inviata a Cirillo III, il metropolita di Kiev. La copia comprendeva una lettera di Giacobbe in cui il nobile chiama il metropolita «vescovo di tutta la terra di Rus' [...] dei miei antenati». La copia termina con un passaggio in cui Giacobbe viene definito «despota bulgaro». Coniò inoltre delle monete proprie recanti le immagini imperfette di Demetrio di Tessalonica o dello stesso Giacobbe, vestito da guerriero con l'elmo e la spada in mano.

### La lotta per il predominio su Vidin tra Bulgaria e Ungheria

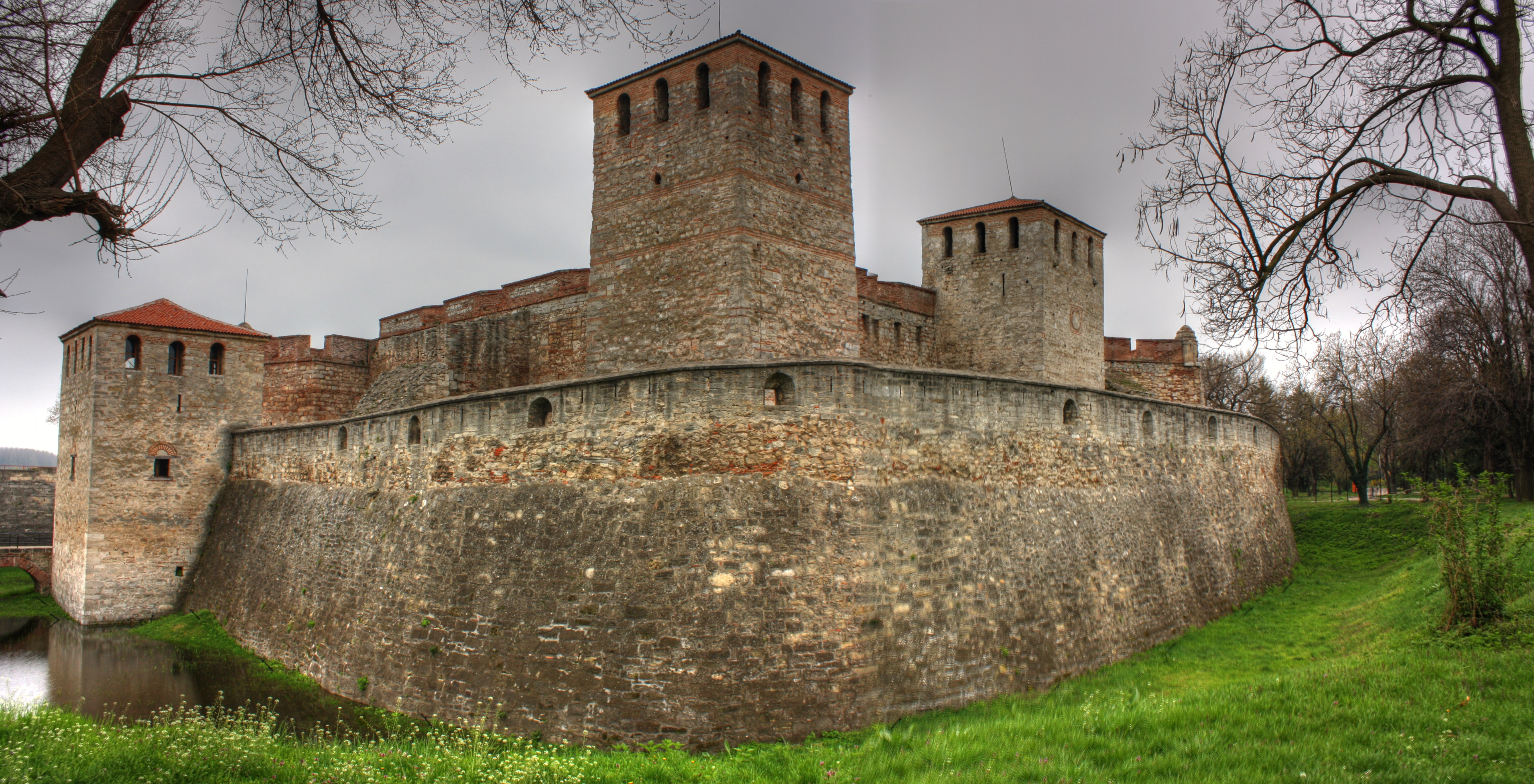
Il castello di Baba Vida a Vidin è considerato da molti la capitale di Giacobbe Svetoslav

Nel 1263, la situazione in Bulgaria era tutt'altro che stabile, poiché Costantino stava affrontando sia la minaccia delle ambizioni al trono del suo predecessore Mico Asen sia un'invasione bizantina su larga scala. Poiché Costantino non era in grado di aiutare Giacobbe contro l'avanzata dei bizantini, Giacobbe chiese aiuto al suo vicino settentrionale, il re ungherese Stefano V. I magiari scacciarono i bizantini dalle terre di Giacobbe e invasero essi stessi quelle terre. Salvatosi dalla minaccia bizantina, Giacobbe Svetoslav si sottomise alla sovranità ungherese. Stefano V lo pose a capo della provincia di Vidin sul fiume Danubio, precedentemente governata all'interno del regno dell'Ungheria dall'allora defunto Rostislav Michajlovič, e gli permise di mantenere le sue terre a sud. Se non fosse stato per la nomina di Giacobbe Svetoslav come vassallo ungherese a Vidin, la Bulgaria avrebbe ristabilito il controllo sulla città nel 1263.
Nel 1264, tuttavia, l'Ungheria precipitò in un'altra guerra civile tra Stefano V e suo padre Béla IV. Temendo una punizione dei bulgari e la mancanza di sostegno ungherese in caso di vittoria di Béla IV, nel 1265 Giacobbe Svetoslav rinnegò l'Ungheria e riconobbe l'autorità di Costantino Tih. I due attraversarono il Danubio nel 1265 e razziarono le fortezze ungheresi a nord del corso d'acqua. Nella primavera del 1266, tuttavia, Stefano V si era imposto come unico sovrano dell'Ungheria e il 23 giugno 1266 riconquistò Vidin da Giacobbe dopo un breve assedio. Due ondate di incursioni compiute dai magiari procedettero a devastare la provincia di Vidin e ad entrare nei possedimenti di Costantino. Nonostante la resistenza bulgara, gli ungheresi sottomisero alcune città, tra cui Pleven. Malgrado la precedente defezione di Giacobbe Svetoslav alla sovranità bulgara, gli ungheresi lo riconobbe una seconda volta come sovrano fantoccio della regione di Vidin. Nel 1266, nelle fonti ungheresi viene addirittura definito "zar dei bulgari" (imperator Bulgarorum) forse per incoraggiare una rivalità tra Costantino e Giacobbe Svetoslav per il trono bulgaro o semplicemente per soddisfare le ambizioni di Giacobbe.

### La sottomissione finale alla Bulgaria e la morte
Alla morte di Stefano V nel 1272 gli succedette il figlio neonato Ladislao IV con la consorte vedova e madre del ragazzo, Elisabetta, come reggente. All'epoca, Giacobbe Svetoslav deteneva ancora Vidin ed era vassallo dell'Ungheria. Forse nel 1273, il dominio ungherese a Braničevo, a ovest del dominio di Giacobbe, cessò per via dell'intervento di due nobili bulgari, ovvero Darman e Kudelin. Tagliato fuori dai suoi sostenitori ungheresi e di fronte alla minaccia di un attacco bulgaro da est, Giacobbe Svetoslav si sottomise ancora una volta al dominio bulgaro. Egli giunse nella capitale Tărnovo per negoziare la sua sottomissione con la consorte di Costantino Maria Paleologa Cantacuzeno, che all'epoca era la figura predominante dell'impero a causa delle cattive condizioni di salute in cui versava lo zar. Lì, Giacobbe fu formalmente adottato dalla molto più giovane Maria come suo secondo figlio, dopo l'erede neonato Michele II Asen. Questa situazione consolidò i legami di Giacobbe con la corte e gli permise di preservare un suo dominio autonomo come vassallo bulgaro. Egli nutriva comunque la speranza di salire al trono spodestando Michele alla morte di Costantino. Insospettita da queste intenzioni sleali di Giacobbe, si pensa che la consorte di Costantino, Maria, lo avesse avvelenato, ed egli morì nel 1275 o nel 1276/1777, poco prima della rivolta di Ivailo.
Sebbene il destino della città di Vidin non risulta chiaro, almeno una parte dei possedimenti di Giacobbe fu certamente restituita al diretto dominio bulgaro dopo la sua morte. Uno di questi territori era la regione di Svrljig, situata a sud-ovest di Vidin, che nel 1278 faceva di sicuro parte della Bulgaria.